# Episodi di Peter Strohm (quarta stagione)
La quarta stagione della serie televisiva Peter Strohm è stata trasmessa in anteprima in Germania da ARD tra il 7 febbraio 1995 e il 16 maggio 1995.
| nº | Titolo originale               | Titolo italiano | Prima TV Germania | Prima TV Italia |
| -- | ------------------------------ | --------------- | ----------------- | --------------- |
| 1  | Skarabäus                      |                 | 7 febbraio 1995   |                 |
| 2  | Das Mädchen aus St. Petersburg |                 | 14 febbraio 1995  |                 |
| 3  | Wien ist anders                |                 | 21 febbraio 1995  |                 |
| 4  | Fair Play                      |                 | 28 febbraio 1995  |                 |
| 5  | Wanderer im Watt               |                 | 7 marzo 1995      |                 |
| 6  | Die Gräfin                     |                 | 14 marzo 1995     |                 |
| 7  | Unter Brüdern                  |                 | 21 marzo 1995     |                 |
| 8  | Notwehr                        |                 | 28 marzo 1995     |                 |
| 9  | Kids                           |                 | 4 aprile 1995     |                 |
| 10 | Freunde                        |                 | 11 aprile 1995    |                 |
| 11 | Babuschka                      |                 | 18 aprile 1995    |                 |
| 12 | Natascha                       |                 | 25 aprile 1995    |                 |
| 13 | Der Tod der kleinen Lady       |                 | 9 maggio 1995     |                 |
| 14 | Häftling 3304                  |                 | 16 maggio 1995    |                 |